# مقتل زينب أنصاري
زينب أنصاري (بالأوردو: زینب انصاری) فتاة باكستانية تبلغ من العمر 7 سنوات، كانت في طريقها لتعلُّم القرآن الكريم عندما اختطفت يوم الخميس 4 يناير 2018، وجدت فيما بعد مقتولة بعد أن تعرضت للاغتصاب والتعذيب من قبل قاتلها. أدت جريمة قتل الطفلة لموجة من الغضب والاحتجاجات في مدينة قصور التابعة لإقليم البنجاب الباكستاني. في يوم 23 يناير 2018 أعلن شهباز شريف وزير إقليم البنجاب في مؤتمر صحفي أنه تم القبض على قاتل الطفلة وهو شاب يدعى عمران علي يبلغ من العمر 24 عاماً بعد مطابقة حمضه النووي للعينات التي أُخذت من جثة أنصاري.

## الحادثة
اختطفت زينب من أحد الأسواق المزدحمة، حينما كانت تقيم مع عمتها أثناء سفر والديها إلى المملكة العربية السعودية لأداء العمرة، غادرت زينب المنزل يوم الخميس 4 يناير 2018 لحضور أحد دروس تلاوة القرآن الكريم ولكنها لم تعد. في وقت لاحق انتشرت مقاطع للقطات كاميرات المراقبة تبين زينب وهي تسير مع أحد الغرباء، انتشرت هذه المقاطع عبر شبكة الإنترنت ومن خلال العديد من وسائل الإعلام الإخبارية الباكستانية.
عثر على جثة الطفلة زينب يوم الثلاثاء في صندوق للقمامة وفقًا لما قاله ضابط الشرطة عمران نواز خان، وقالت السلطات أنها اُختطفت واغتصبت وقتلت.

## التحقيق
كشفت السلطات الباكستانية هوية الجاني في قضية اغتصاب وقتل الطفلة زينب، وأعلن شهباز شريف رئيس حكومة إقليم البنجاب هوية القاتل بحضور والد الطفلة زينب أنصاري. أشار شهباز شريف إلى أن أجهزة الأمن أجرت 1.150 فحصاً للحمض النووي لمشتبه بهم قبل أن تتوصل إلى القاتل، وطالب شهباز شريف رئيس القضاة بسرعة محاكمة الجاني، وفق قوانين مكافحة الإرهاب.
كشفت الشرطة رسمياً عن اسم الجاني ويدعى عمران علي، وهو من مواليد عام 1994م ولديه خمس شقيقات ويقطن في نفس الحي الذي تعيش فيه أسرة زينب، وقد اعترف بجريمته، إضافة إلى تطابق فحص الحمض النووي له في سبع جرائم سابقة مماثلة بحق طفلات قاصرات، تتراوح أعمارهن بين 4 و9 سنوات منذ العام 2015 دون التعرف عليه.
سبق للمحققين اعتقال عمران ضمن عشرات المشتبه بهم في القضية والتحقيق معه، لكن تم الإفراج عنه لعدم وجود أي دليل ضده، ونقل شهود عيان أن الجاني شارك في الاحتجاج على مقتل زينب، وأدى صلاة الجنازة عليها في محاولة لدرء الشبهة عنه. لكن سفره إلى مدينة مجاورة وعودته حليقاً وتوارد المعطيات والمواد حول القضية أثار شكوك المحققين ضده مجدداً، حيث تمت إعادة اعتقاله ومقارنة فحص الحمض النووي الخاص به مع العينات التي جمعتها الأجهزة الأمنية من مسرح جريمة زينب والجرائم السابقة، وثبت أنه الجاني، وأقر بذلك وفق الشرطة.

## اعتراف القاتل
في 26 يناير 2018 بثت وسائل إعلام باكستانية فيديو مُسرَّب للقاتل عمران علي أرشد هو يروي تفاصيل حادثة القتل. تضمن اعتراف عمران علي بأنه اعترضها صباح 4 يناير حين كانت في طريق عودتها من درس تلاوة القرآن الكريم إلى بيت خالتها في مدينة قصور بإقليم البنجاب، والذي أقامت فيه خلال فترة انتظار عودة والديها من قضاء مناسك العمرة في المملكة العربية السعودية.
قال المتهم أنه استدرج الطفلة بخداعها أن والديها قد عادا من السعودية وبإمكانه اصطحابها إليهما، وأنه جال مع زينب في المنطقة لفترة طويلة، وحين سألته مراراً لماذا طال سيرهما وإلى أين يتوجهان تظاهر بأنه أضاع الطريق، ثم قام باغتصابها عدة مرات قبل خنقها ورمي جثتها في مكب للنفايات بالقرب من منزلها. اعترف المتهم أنه فر بعد ارتكاب الجريمة بحق الطفلة زينب إلى مدينة باكبتان ثم غادر إلى مدينة أريفوالا، ليعود لاحقًا إلى مدينة قصور حيث شارك في جنازة زينب في 10 يناير والتي كانت بعد يوم من العثور على جثتها وعودة والديها من السعودية.

## التقرير الطبي
أظهرت نتائج تقرير رسمي عن تشريح جثة الطفلة الباكستانية زينب الأنصاري، والذي تسلمته المحكمة العليا في لاهور، تأكد الطبيب الشرعي الذي أشرف على عملية تشريح الطفلة، أنها لقيت مصرعها قبل حوالي يومين، وهو ما يرجح أنها ظلت مختطفة لفترة تتراوح من يومين إلى 4 أيام، منذ خطفها يوم 4 يناير في الفترة من 7 - 9 مساءً حين كانت في طريقها إلى درس القرآن.
وقال أن ثمة أدلة ومؤشرات على تعرض الطفلة للاغتصاب واللواط قبل خنقها بقوة ما أدى إلى تهشيم عظام أسفل الفك، كما وجدت جروح غائرة على اللسان من جراء ضغط الأسنان عليه، وأن هناك علامات على الأنف والرقبة تدل على تعرض الطفلة للتعذيب أيضًا. وأخذت عينات مختلفة من جثة زينب، ستخضع لفحص أكثر دقة يستغرق حوالي 3 أشهر.

## ردود الفعل
قُتل شخصان في مواجهات مع الشرطة خلال المظاهرات الغاضبة التي اندلعت إثر العثور على جثة أنصاري، واتهم السكان المحليون السلطات بالتخاذل الذي أدى لتكرار حوادث مشابهة في البنجاب خلال العامين الماضيين. فور إعلان السلطات الباكستانية عن هوية الجاني سادت حالة من الغضب والتوتر حي الطفلة زينب، وتجمهر سكان غاضبون أمام منزل أسرة الجاني، لكن الشرطة حالت دون اقتحامهم للمنزل، وقد سبق لها أن اقتادت أسرته إلى مكان مجهول للتحقيق معهم. صرح أمين أنصاري والد الطفلة بإنزال أقسى العقوبات ضد الجاني وإعدامه أمام العامة، ونفى أمين وجود أي قرابة للمجرم مع أسرته، كما طالب سكان الحي وذوي ضحايا الجرائم السابقة بالانتقام شخصياً من المجرم في أسرع وقت وجعله عبرة لغيره. انتقدت شخصيات حزبية ونشطاء أداء جهاز الشرطة والحكومة في إقليم البنجاب، وحملوهما مسؤولية ما وصلت إليه الأوضاع، متهمين الحكومة الباكستانية بالتقصير في إلقاء القبض على الجاني منذ جريمته الأولى، وطالبوا بتشديد القوانين المتعلقة بسلامة الأطفال والجرائم ضدهم.

## المحاكمة
في يوم السبت 17 فبراير 2018م أصدرت محكمة مكافحة الإرهاب في باكستان حكماً بالإعدام على عمران علي في قضية اغتصاب وقتل الطفلة زينب. أعلن الحكم الصادر عن القاضي في سجن كوت لخبات حيث يحتجز عمران علي رهن الحبس الاحتياطي، مضافاً إليه غرامة تعادل قيمتها 30 ألف دولار بحضور والد الطفلة زينب الحاج محمد أمين. التهم الأربع التي أدين بها القاتل هي: الاختطاف والاغتصاب والقتل وارتكاب أعمال تؤدي إلى إثارة الكراهية.

### الحكم
في يوم 17 فبراير 2018 وجدت محكمة مكافحة الإرهاب الباكستانية في سجن لاهور المركزي أن عمران علي مذنب باغتصاب وقتل زينب أنصاري، وسلمته المحكمة أربع أحكام تتعلق: بعقوبة الإعدام، وعقوبة السجن مدى الحياة، والحكم بالسجن لمدة سبع سنوات، وغرامة مالية تبلغ 3.2 مليون روبية. حُكم علي عمران علي بالإعدام بسبب اغتصاب وقتل زينب واثني عشر فتلة قاصرة وذلك بعد أن رفضت المحكمة طلبات الطعن التي تقدم بها الجاني، وتم إعدامه في صباح يوم 17 أكتوبر 2018 في سجن كوت لاخبات في لاهور.
تم تنفيذ أمر الاعتقال الأسود بإعدام عمران في الساعة الخامسة والنصف صباحاً وفقاً للقانون السائد في عقوبة الإعدام.